# Ржищи
Ржищи — деревня в городском округе Шаховская Московской области.

## География
Деревня расположена в западной части округа, примерно в 5 км к юго-западу от райцентра Шаховская, на левом берегу реки Белой, притока Рузы, высота центра над уровнем моря 233 м. Ближайший населённый пункт — Муриково в 1,5 км на запад.
В деревне числится 4 улицы, приписано одно садоводческое товарищество.

## История
В 1769 году Ржищи — деревня Хованского стана Волоколамского уезда Московской губернии с 56 душами, владение гвардии поручика Федора Прокофьевича Соковнина и вдовы Натальи Прокофьевны Шушариной. К деревне относилось 206 десятин 1231,5 сажень пашни, 18 десятин 90 саженей леса, 2310 саженей болот.
В середине XIX века деревня Рожищи относилась к 1-му стану Волоколамского уезда и принадлежала графине Софье Прокофьевне Бобринской. В деревне было 13 дворов, крестьян 37 душ мужского пола и 36 душ женского.
В «Списке населённых мест» 1862 года — владельческая деревня 1-го стана Волоколамского уезда Московской губернии по Московскому тракту, шедшему от границы Зубцовского уезда на город Волоколамск, в 32 верстах от уездного города, при речке Белой, с 10 дворами и 55 жителями (28 мужчин, 27 женщин).
По данным на 1890 год Ржище входили в состав Муриковской волости, число душ мужского пола составляло 27 человек.
Постановлением президиума Моссовета от 24 марта 1924 года Муриковская волость была включена в состав Судисловской волости.
По материалам Всесоюзной переписи населения 1926 года — деревня Судисловского сельсовета, проживало 74 человека (34 мужчины, 40 женщин), насчитывалось 14 крестьянских хозяйств.
С 1929 года — населённый пункт в составе Шаховского района Московской области.
Место боёв в годы Великой Отечественной войны. Освобождена воинами 55-й стрелковой бригады (1-го формирования).
1994—2006 гг. — деревня Волочановского сельского округа Шаховского района.
2006—2015 гг. — деревня сельского поселения Степаньковское Шаховского района.
2015 г. — н. в. — деревня городского округа Шаховская Московской области.

## Население
| 1859 | 1926 | 2002 | 2006 | 2010 |
| ---- | ---- | ---- | ---- | ---- |
| 55   | ↗74  | ↘8   | ↘3   | ↗4   |

## Инфраструктура
Личное подсобное хозяйство с зоной сельскохозяйственного использования, индивидуальная застройка усадебного типа.
В 1913 году — 10 дворов.

## Транспорт
Автобусная остановка «Ржищи» находится в 1,5 км от деревни.